# 5610 (année hébraïque)
5610 (hébreu : ה'תר"י , abbr. : תר"י) est une année hébraïque qui a commencé à la veille au soir du 17 septembre 1849 et s'est finie le 6 septembre 1850. Cette année a compté 355 jours. Ce fut une année simple dans le cycle métonique, avec un seul mois de Adar. Ce fut la troisième année depuis la dernière année de chemitta.

## Calendrier
Ce calendrier hébraïque de l'année 5610 donne les correspondances avec les dates du calendrier grégorien.
Le premier nombre dans chaque case correspond au jour du mois hébraïque. Les jours en couleurs sont des jours remarquables juifs .
| ◄◄ | 5610 | ►► |

## Décès
5605 - 5606 - 5607 - 5608 - 5609 - 5610 - 5611 - 5612 - 5613 - 5614 - 5615